# Les Lumières de l'Amalou
Pour les articles homonymes, voir Amalou (homonymie).
Les Lumières de l’Amalou est une série de bande dessinée  publiée chez Delcourt à partir de 1990. 
- Scénario : Christophe Gibelin
- Dessin et couleurs : Claire Wendling

Cette série est terminée.

## Albums
- 1 Théo, Delcourt, Conquistador, octobre 1990
Scénario : Christophe Gibelin - Dessin : Claire Wendling - Couleurs : Claire Wendling - 46 pages
- 2 Le Pantin, Delcourt, Conquistador, novembre 1991
Scénario : Christophe Gibelin - Dessin et couleurs : Claire Wendling - 46 pages
- 3 Le Village tordu, Delcourt, Conquistador, novembre 1992
Scénario : Christophe Gibelin - Dessin et couleurs : Claire Wendling - 46 pages
- 4 Gouals, Delcourt, Conquistador, mai 1994
Scénario : Christophe Gibelin - Dessin et couleurs : Claire Wendling - 44 pages (les planches sont numérotées 1 à 46, mais les planches 12 et 13 manquent)
- 5 Cendres, Delcourt, Conquistador, août 1996
Scénario : Christophe Gibelin - Dessin et couleurs : Claire Wendling - 46 pages

- Les Lumières de l'Amalou - Édition intégrale, Delcourt, Conquistador, octobre 1997
Scénario : Christophe Gibelin - Dessin et couleurs : Claire Wendling -  (ISBN 2-84055-154-3)

## Prix
- 1991 : Prix Bloody Mary pour Théo[1],[2]

## Publication

### Éditeurs
- Delcourt (Collection Conquistador) : Tomes 1 à 5 (première édition des tomes 1 à 5).